# Napoleó I al tron imperial
Napoleó I al tron imperial (francès: Napoléon Ier sur le trône impérial) és un retrat de Napoleó I de França amb el seu vestit de coronació, pintat pel pintor francès Jean-Auguste-Dominique Ingres el 1806.

## Descripció

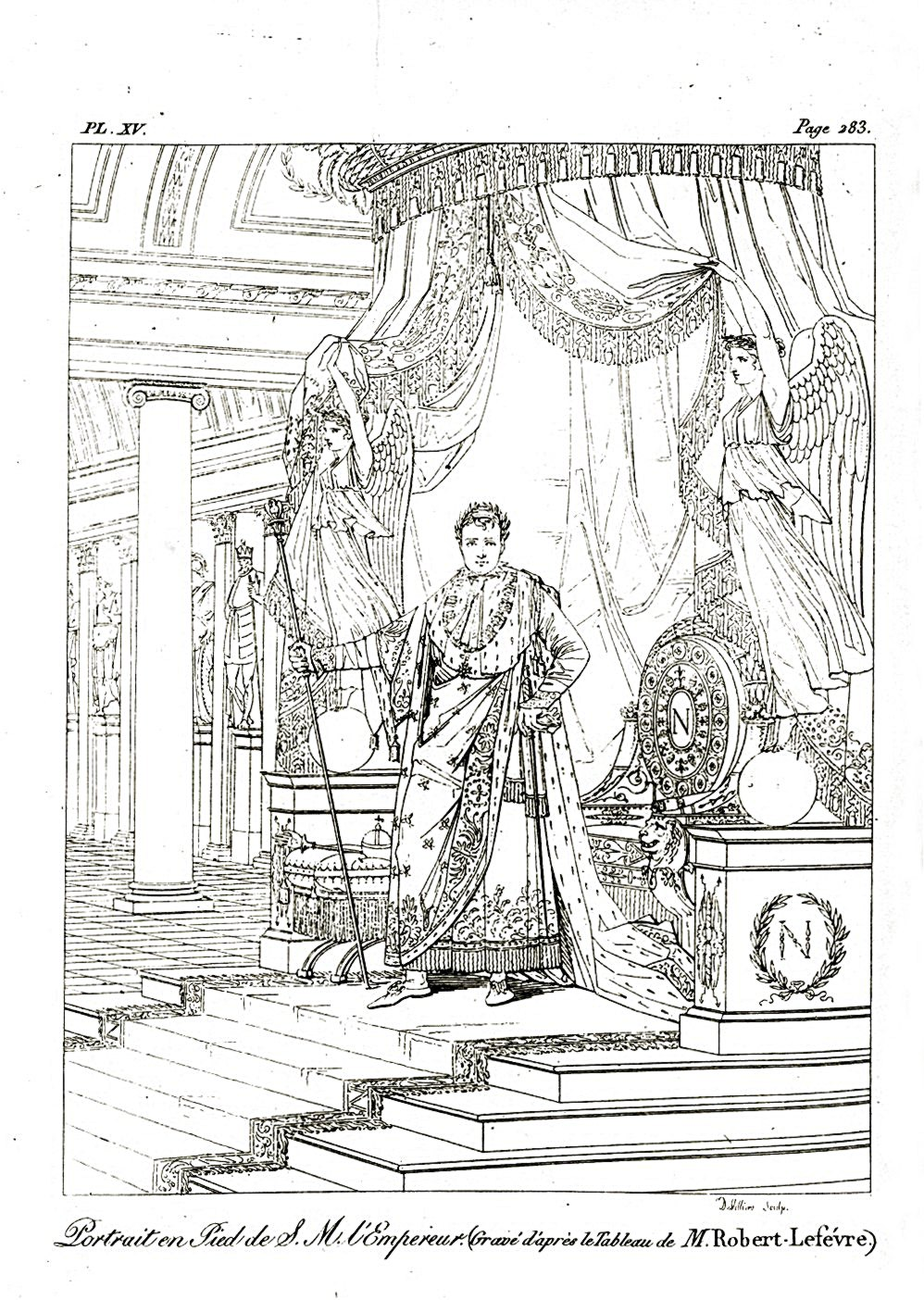
Gravat de Robert Lefèvre del Retrat de Napoleó amb el seu vestit de coronació, inclòs al tractat del Pausanias français.

El quadre mostra a Napoleó Bonaparte com a emperador, amb el vestit que va portar per a la seva coronació, assegut en un tron de respatller circular amb recolzabraços adornats amb boles d'ivori. A la mà dreta sosté el ceptre de Carlemany. A la mà esquerra sosté el ceptre la de la justícia. Al cap duu una corona de llorer daurada, semblant a la que portava Juli Cèsar. També porta una caputxa d'ermini sota el gran coll de la Legió d'Honor, una túnica de setí brodada d'or i un mantell de vellut morat folrat d'ermini decorat amb abelles d'or. L'espasa de la coronació està a la seva funda i subjecta per una bufanda de seda. Napoleó porta sabates blanques brodades en daurat i els seus peus recolzen en un coixí. La catifa sota el tron mostra una àguila imperial. La signatura INGRES P xit es troba a la part inferior esquerra, i ANNO 1806 a la part inferior dreta.

## Història
La pintura va ser exposada com a obra número 272 al Saló de París de 1806 com Sa Majestat l'Emperador al seu tron, quan es va registrar com a propietat del <i>Corps législatif</i>. Al mateix saló Robert Lefèvre va exposar el seu Retrat de Napoleó amb el seu vestit de coronació. El 1815 la pintura d'Ingres va ser traslladada al Museu del Louvre, on es va inventariar per primera vegada com MR 2069 i ara es coneix com INV. 5420. El 1832 el comte de Forbin el va fer exposar a l'Hotel des Invalides, primer a la capella i després a partir de 1860 a la biblioteca. Ara s'exhibeix al Musée de l'Armée.
A la part superior dreta del quadre (i molt més visiblement al dibuix preparatori), tallat a la meitat de la seva amplada, es pot veure un escut amb les armes dels Estats Pontificis, Este, Llombardia, Venècia i Savoia, tot coronat amb la corona d'Itàlia. A partir d'això Sébastien Allard planteja la hipòtesi que el quadre va ser encarregat per una institució italiana per mostrar Napoleó com a rei d'Itàlia i no pas com a emperador, però per la seva iconografia innovadora els clients originals el van rebutjar i per això va ser adquirit pel Corps législatif.

## Models i influència

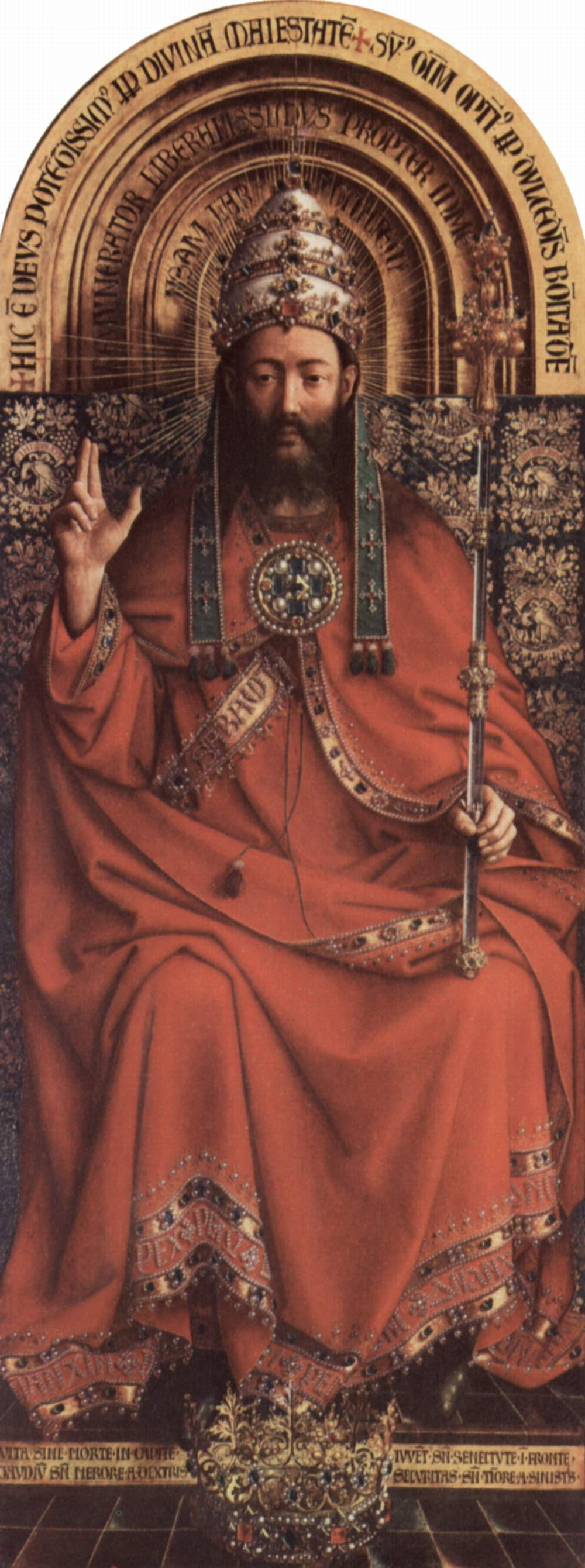
Hubert i Jan van Eyck, Déu Pare - un panell del seu retaule de Gant

### Zeus
La frontalitat d'aquest retrat fa referència a la colossal Estàtua de Zeus a Olímpia, de Fidias, la postura de la qual va servir de model no només per a moltes representacions de sobirans sinó també per a la iconografia cristiana. El mateix Ingres també va utilitzar aquesta postura per al seu <i id="mwNw">Júpiter i Thetis</i>. El Musée de Montauban té un calze amb una imatge basada en un panell romà d'Orient que mostra l'emperador assegut, que podria haver estat el model directe d'Ingres.

### Jan van Eyck
Per a Robert Rosenblum, el model d'Ingres va ser la figura de Déu Pare al retaule de Gant de Jan van Eyck, que es trobava al Louvre quan Ingres va pintar aquest retrat. El crític contemporani Pierre-Jean-Baptiste Chaussard va comparar l'estil d'Ingres en aquest retrat amb el de Van Eyck (aleshores conegut com a Jean de Bruges):
| « | De Sa Majestat l'Emperador al seu Tron - 2,75 x 4 metres - l'autor no ha donat una explicació. Primer considerem el Retrat de l'Emperador. ¿Com pot ser que, amb tant de talent, una línia tan impecable, una atenció al detall tan exhaustiva, hagi aconseguit M. Ingres pintar un mal quadre? La resposta és que volia fer una cosa singular, quelcom extraordinari. Sens dubte, no sempre se segueix pas a pas el camí conegut, però no s'ha d'incidir en les altures més abruptes: Hi ha ments agudes, que, com les cabres, només estan contents d'alimentar-se dels afloraments rocosos. La bona ment consisteix a escollir un camí segur i fàcil de recórrer, i és aquesta ruta la que han seguit els grans mestres, ajudats per l'experiència. En abandonar-lo, hom corre el risc de perdre's, de la mateixa manera que, per una bella passió per l'extraordinari de l'arquitectura, Borromini i Openor van pervertir totalment totes les arts del disseny. Tanmateix els inventors d'aquest gust depravat tenien davant els ulls les obres mestres de l'antiguitat i d'Itàlia: vet aquí com, d'una altra manera no menys detestable que el gòtic, M. Ingres no fa més que retrocedir l'art de quatre segles per portar-nos a la nostra infància, per reanimar la manera de Jean de Bruges. Però en aquesta infància de l'art hi ha almenys ingenuïtat i veritat, i aquest sistema era l'únic amb el qual els artistes sabien pintar; no podien fer-ho millor, etc... Vam sentir el que es deia al Saló, i vam observar que els sentiments eren unànimes, tant entre els que coneixien les arts com entre els ignorants. En un primer moment, la primera visualització advertia contra el quadre, alguns criden, alguns es burlen de la seva composició i disposició; però després, quan s'hi acostaven, admiraven el seu preciós acabat i la veritat exacta de la [representació dels] teixits; però després hom hi torna de nou descontent, lamentant que l'artista hagués investigat els efectes més estranys. Per què al principi haver-se enfrontat al retrat de l'Emperador: és el més difícil de fer bé... Aquest tron és pesat i massís, la mà que sosté el ceptre no està feliçment executada. Es diu que l'artista ha pres aquesta actitud, així com en la resta, en el medalló gòtic. Pel que fa al cap de l'emperador, és massa pesat, de poca semblança, d'un color fals i també: malgrat la finesa del pinzell, la preciositat de l'acabat, les tonalitats que es fonen, és sec, no fa cap efecte, i no ressalta del llenç. | » |

Tanmateix, el mateix Ingres va declarar:
| « | Tinc un gran respecte per Jean de Bruges, m'agradaria assemblar-me a ell de moltes maneres; però tot i així, no és el meu pintor i crec que [els crítics] el van citar a l'atzar. | » |

### Rafael
A la vora esquerra de la catifa, entre medallons del zodíac, hi ha un medalló amb una versió de la Madonna della seggiola de Rafael, l'artista més admirat per Ingres. Ingres ret homenatge a Rafael inclòs aquest quadre al fons de moltes de les seves obres, com <i id="mwUg">Henri IV jugant amb els seus fills</i> i <i id="mwVA">Rafael i La Fornarina</i> i sobre la taula davant del tema del seu <i id="mwVg">Retrat de monsieur Rivière</i> .

## Recepció
Al Saló, va produir una impressió inquietant entre el públic, no només a causa de l'estil idiosincràticd'Ingres, sinó també per la seva representació de la imatgeria carolingia que portava Napoleó a la seva coronació. David (que va acabar la seva pròpia La coronació de Napoleó l'any següent) va pronunciar un judici sever, i els crítics es van mostrar uniformement hostils, trobant defectes amb les estranyes discordances del color, la manca de relleu escultòric, la freda precisió del contorn, i la qualitat conscientment arcaica. Com es mostra més amunt, Chaussard (Le Pausanias Français, 1806) va condemnar l'estil d'Ingres com a gòtic (l' estil trobadoresc començava a sorgir en aquesta època). Com ha escrit la historiadora de l'art Marjorie Cohn: "En aquell moment, la història de l'art com a investigació acadèmica era totalment nova. Artistes i crítics es van superar els uns als altres en els seus intents d'identificar, interpretar i explotar allò que tot just començaven a percebre com a desenvolupaments estilístics històrics." El Louvre, recentment omplert de botí confiscat per Napoleó en les seves campanyes a Bèlgica, els Països Baixos i Itàlia, va oferir als artistes francesos de principis del segle XIX una oportunitat sense precedents d'estudiar, comparar i copiar obres mestres de l'antiguitat i de tota la història de la pintura europea. Des dels inicis de la seva carrera, Ingres va agafar en préstec lliurement l'art anterior, adoptant l'estil històric adequat al seu tema, fet que va portar la crítica a acusar-lo de saquejar el passat.